# Georg Simmel
Georg Simmel (ur. 1 marca 1858 w Berlinie, zm. 28 września 1918 w Strasburgu) – niemiecki filozof, teoretyk kultury, jeden z pierwszych niemieckich socjologów.

## Życiorys
Georg Simmel urodził się w Berlinie, w bogatej rodzinie Żydów niemieckich, która pochodziła z Wrocławia. Był najmłodszym z siódemki rodzeństwa. Jego ojciec Edward Simmel, który był szanowanym kupcem, założycielem i wspólnikiem do dziś doskonale prosperującej berlińskiej fabryki czekolady Felix und Sarotti, zmarł w 1874 roku. Rodzina powierzyła wówczas opiekę prawną i materialną nad Georgiem Simmelem jego wujowi Juliusowi Friedländerowi, zamożnemu założycielowi i właścicielowi międzynarodowego wydawnictwa muzycznego. Friedländer zmarł w 1889 roku, pozostawiając swoją fortunę Georgowi Simmelowi. Stabilność finansowa, jaką Simmel zyskał w ten sposób, pomogła mu w długiej, wieloletniej drodze do stanowiska profesora uniwersyteckiego.
Środowisko religijne Georga Simmela było złożone i przyczyniło się do jego marginalizacji na niemieckich uniwersytetach. Ojciec mimo żydowskiego pochodzenia przeszedł w młodości na katolicyzm. Matka Simmela – Flora Simmel z domu Bodstein – pochodziła z rodziny żydowskiej, ale przeszła za młodu na protestantyzm (luteranizm), dlatego Georg Simmel ochrzczony został jako dziecko w wyznaniu protestanckim.
Po ukończeniu gimnazjum Friedrichwerderschen w Berlinie Simmel od 1876 roku studiował na Uniwersytecie Fryderyka Wilhelma (obecnie Uniwersytet Humboldtów) filozofię i historię (jako przedmioty poboczne również psychologię społeczną i średniowieczny język włoski). Uczęszczał wówczas m.in. na wykłady z historii Momsena i Johanna Gustava Bernharda Droysena, wykłady z psychologii społecznej Lazarusa i Heymanna Steinthala oraz wykłady z filozofii Eduarda Zellera. W 1881 roku próbował doktoryzować się, przedkładając pracę zatytułowaną Studia psychologiczno-etnologiczne dotyczące początków muzyki, która jednak została odrzucona z powodów formalnych. Ponowił jednak starania. Za radą i przychylnością profesorów w tym samym roku przedłożył pracę Das Wesen der Materie nach Kant’s Physischer Monadologie (Istota materii wedle monadologii fizycznej Kanta), którą rok wcześniej napisał na konkurs Juliusa Gillisa z Petersburga i ostatecznie z sukcesem obronił swój doktorat z filozofii. W 1885 roku starał się o habilitację, prezentując pracę na temat Kantowskiej teorii przestrzeni i liczby. Praca ta spotkała się z życzliwym przyjęciem profesorów (m.in. Wilhelma Diltheya i Eduarda Zellera), Simmel jednak pozwolił sobie podczas wykładu habilitacyjnego na krytykę jednej z idei Eduarda Zellera, skutkiem czego Rada Wydziału nie przyjęła jego wykładu. Pracę habilitacyjną obronił, dopiero gdy pozwolono mu na ponowne przygotowanie i wygłoszenie obrony pracy. Po habilitacji prowadził zajęcia na Uniwersytecie w Berlinie jako Privatdozent (tzw. docent prywatny, z pensją płaconą przez studentów, a nie uniwersytet), oficjalnie wykładając filozofię, ale poruszając też zagadnienia związane z etyką, logiką, estetyką, pesymizmem, sztuką, psychologią społeczną, socjologią i religioznawstwem. Wykłady jego cieszyły się popularnością nie tylko w samym środowisku uniwersytetu (tylko w semestrze zimowym roku akademickiego 1894–1895 zapisało się na jego zajęcia 269 słuchaczy), ale przyciągały również berlińską elitę intelektualną spoza uczelni i stawały się od czasu do czasu znaczącymi wydarzeniami (ogłoszenia o wykładach Simmela ukazywały się nawet w gazetach). Wysoko oceniali Simmela m.in. Kurt Tucholsky, Siegfried Kracauer czy Ernst Bloch.

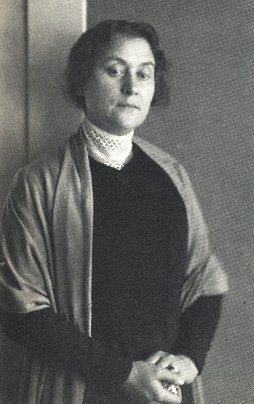
Zdjęcie Gertrudy Simmel

Simmel w 1890 roku poślubił Gertrudę Kinel, utalentowaną kobietę o silnej osobowości, malarkę, która sama też zajmowała się filozofią i publikowała filozofujące prace jako Gertrud Simmel lub pod pseudonimem Marie-Luise Enckendorf. Mieszkał z żoną, prowadząc dostatnie i wystawne życie typowe dla burżuazji, a jego berliński dom w Westend był miejscem salonowych przyjęć i spotkań znajomych intelektualistów. Na spotkaniach tych bywali m.in. poeta Rainer Maria Rilke, matematyk i filozof Edmund Husserl, malarz Reinhold Lepsius i jego żona Sabine Lepsius, Heinrich Rickert oraz Max Weber i jego żona Marianne Weber. Georg i Gertruda Simmelowie mieli jednego syna Hansa Eugena, który został później profesorem medycyny w Jenie.
Simmel pozostał akademickim outsiderem i nigdy nie zrobił wielkiej kariery uniwersyteckiej. Od momentu habilitacji miało minąć 13 lat, zanim uzyskał profesurę. Simmelowi bardzo trudno było zyskać akceptację w kręgach akademickich pomimo wspierania jego aplikacji na wolne stanowiska w uniwersytetach przez bliskich mu znajomych takich jak Max Weber, Rainer Maria Rilke, Stefan George czy Edmund Husserl, gdyż: po pierwsze, jako żyd spotkał się z panującym w XIX wieku antysemityzmem, po drugie, artykuły jakie pisał skierowane były do szerokiej publiki, a nie do akademickich socjologów przez co były odrzucane w kręgach profesjonalistów. Skala jego zainteresowań, oryginalność, śmiałość, czasami ryzykowność koncepcji filozoficznych, a także odbiegający od ówczesnych kanonów akademickich styl myślenia i wykładania przyczyniły się do popularności i rozgłosu, a to z kolei do dystansowania się i pewnej wrogości ze strony kadry uniwersyteckiej. Mimo odsunięcia go od stanowisk uczelnianych kontynuował swoją intelektualną, akademicką pracę. Brał udział w życiu środowisk artystycznych, obok Ferdinanda Tönniesa, Maxa Webera i Wernera Sombarta był jednym ze współzałożycieli Niemieckiego Stowarzyszenia Socjologicznego (dziś obok Maxa Webera i Emila Durkheima uchodzi za jednego z twórców socjologii jako dyscypliny teoretycznej). Prowadzenie przez Simmla takiego życia pomiędzy uniwersytetem, społecznościami, sztuką i filozofią było możliwe między innymi dzięki temu, że dziedziczył fortunę po swoim zmarłym opiekunie. Dopiero w 1898 roku, dzięki poparciu kilku uniwersyteckich kolegów (w tym znowu Wilhelma Diltheya, z którym po cichu rywalizował), otrzymał stanowisko profesora nadzwyczajnego (czyli bez katedry i bez możliwości przyjmowania doktorantów). Uznawany był w tym okresie za wybitnego myśliciela i znano go w całej Europie i Ameryce m.in. dzięki jego niezwykłej aktywności pisarskiej (ogółem, w ciągu swojego życia, opublikował 15 obszernych prac i około 200 artykułów, niektóre książki Simmela, jeszcze za jego życia, zostały przetłumaczone na włoski, rosyjski, polski i francuski). Teksty publikował w różnych, nie zawsze ściśle naukowych pismach – w pracach zbiorowych, czasopismach i gazetach. Był też współpracownikiem American Journal of Sociology, dzięki czemu stał się bardziej popularny w Stanach Zjednoczonych niż w Europie. Przez wiele lat był tam, pominąwszy Herberta Spencera, jedynym znanym socjologiem europejskim. Już w 1892 roku rozważono możliwość jego profesury w Stanach Zjednoczonych. Jednym z berlińskich uczniów Simmela był Robert Ezra Park – współtwórca amerykańskiej szkoły chicagowskiej (prace Simmla zyskały w kręgach tej szkoły znaczną recepcję), który po latach opublikował nawet notatki z wykładów Simmla. W Stanach też w roku 1925 ukazała się pierwsza monografia, zawierająca teorię Simmla. Simmel wywierał znaczny wpływ na socjologię, początkowo większy nawet niż Max Weber – w 1909 roku w Handwörterbuch der Staatswissenschaften (Podręcznym słowniku nauk politycznych) napisano, że jest to największy socjolog niemiecki. W Niemczech miał bardzo duży wpływ na kolejną generację myślicieli, między innymi na Georga Lukácsa, Martina Bubera, Maxa Schelera, Karla Mannheima i Leopolda von Wiese i na niektórych przedstawicieli szkoły frankfurckiej (uczniem Simmla był m.in. Theodor Adorno). W 1911 roku Uniwersytet we Fryburgu] przyznał mu doktorat honorowy w uznaniu jego dokonań na polu ekonomii i socjologii.
Jednakże zarówno Max Weber, z którym wiązała Simmela nić sympatii, jak i jego przyjaciel Rainer Maria Rilke nie kryli swojego sceptycyzmu i krytyki wobec „niesystematyczności” czy pesymizmu Simmelowskiej filozofii. Do pesymistycznej metafizyki Simmela odnosił się z dystansem także Ernst Cassirer, który za młodu słuchał jego wykładów w Berlinie. Wyraźnie od filozofii Simmla odcięli się też jego uczniowie tacy jak Ernst Bloch (który krytykował później, w okresie I wojny światowej, zmianę poglądów Simmla w kwestii patriotyzmu) czy György Lukács.
Dopiero w wieku 56 lat w 1914 roku Simmel otrzymał stanowisko profesora zwyczajnego (katedrę filozofii) na podrzędnym, wówczas niemieckim, Uniwersytecie w Strasburgu. Rozstanie z uniwersytetem berlińskim, na którym działał trzydzieści lat, a także z inspirującą go metropolią samego Berlina, nie było jednak łatwe. Simmel czuł się w Strasburgu bardzo wyobcowany, a jego wykłady nie przyciągały tak licznej publiczności jak w Berlinie.
W 1915 roku ubiegał się bez skutku o katedrę na czołowym – wówczas, jak i dziś – Uniwersytecie w Heidelbergu. Do jego porażki w ówczesnych staraniach mógł się przyczynić nacjonalista, berliński historyk Dietrich Schäfer, który w swojej opinii napisał: Nie sądzę... by można wzmocnić Heidelberg, stwarzając poglądom... Simmela, tak przecież odstającym od naszej niemieckiej, chrześcijańsko-klasycznej kultury, jeszcze większą przestrzeń do oddziaływania...
Gdy wybuchła I wojna światowa, wszystkie prace akademickie i wykłady zostały wstrzymane, a pomieszczenia budynków uniwersyteckich zamieniły się w sale szpitali wojskowych.
Przed wybuchem I wojny światowej Simmel nie interesował się szczególnie historią współczesną, kierując wówczas swoją uwagę głównie na interakcje, sztukę i filozofię. Po jej wybuchu zainteresował się rozwojem wydarzeń. Wygłaszał jednak sprzeczne opinie na ten temat. Popierał „wewnętrzną przemianę Niemiec”, w ramach bardziej obiektywnej „idei Europy” i był krytykiem „kryzysu kultury”. W końcu zagadnienia związane z wojną zaczęły go nużyć, szczególnie w roku jego śmierci. Przestał czytać gazety i zaszył się w Schwarzwaldzie, aby ukończyć pisanie książki. Zmarł 26 września 1918 roku w Strasburgu, tuż przed końcem wojny, na raka wątroby. Przed śmiercią napisał w liście pożegnalnym do przyjaciół: ...odchodzę ze świadomością, że moje życie, średnią odmierzaną miarą, doczekało się zwieńczenia i dobrego końca. Odchodzę bez obrazy na los i bez bólu rozstania, ze świadomością, że tak jest dobrze i że nadszedł właściwy moment.

## Koncepcje i poglądy

### Socjologia
Simmel rozwinął zapoczątkowaną przez Ferdinanda Tönniesa socjologię formalną. Nie stworzył jednak żadnego odrębnego systemu społecznego ani nie zaproponował własnej metody naukowej. Za właściwy przedmiot zainteresowań socjologii Simmel uznawał trwałe formy stosunków międzyludzkich, badane niezależnie od kontekstu historyczno-psychologicznego, w jakim występują.

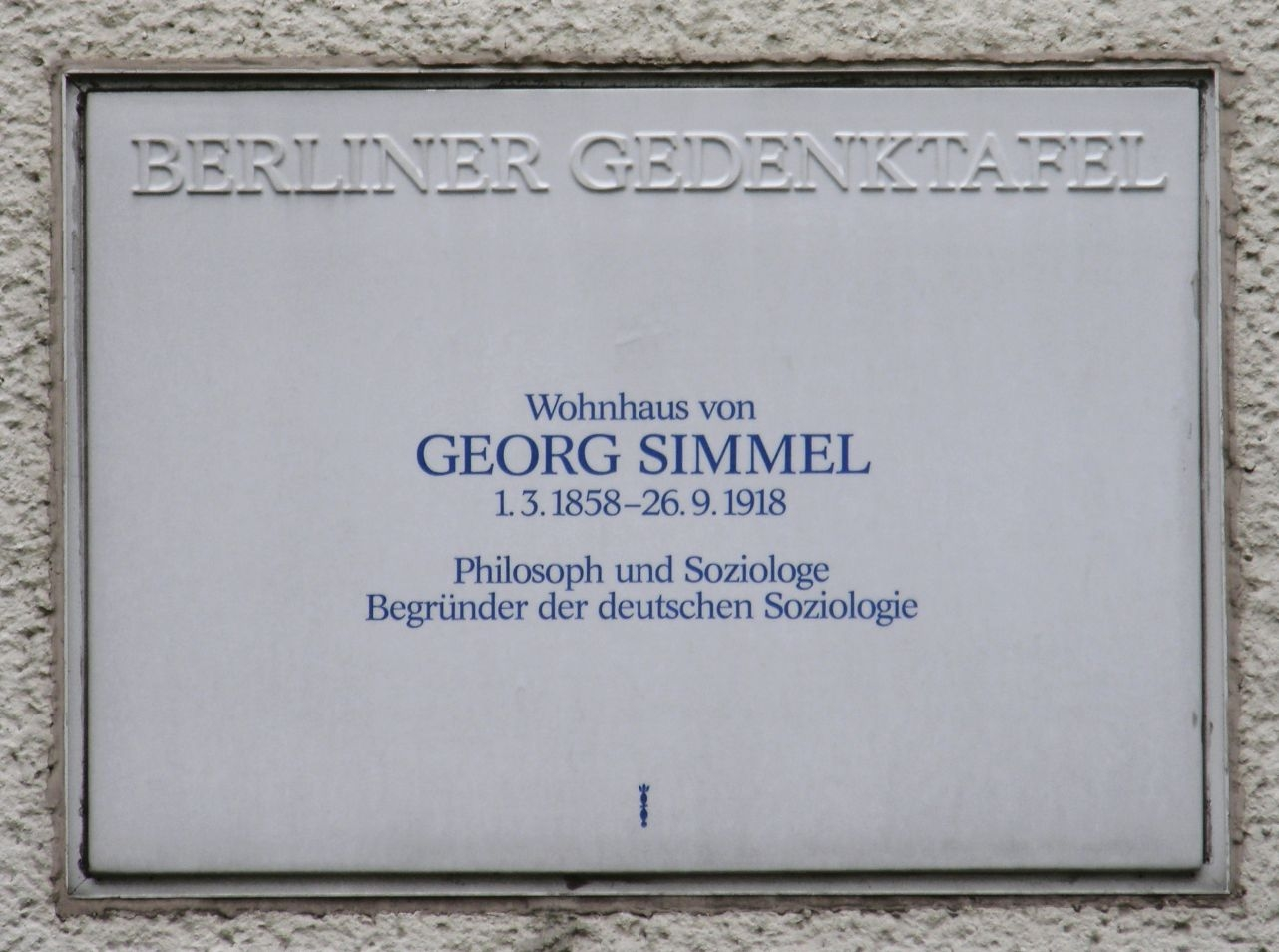
Tablica pamiątkowa na domu, w którym mieszkał Georg Simmel

Pojęciu społeczeństwa rozumianemu jako realnie istniejąca ponadjednostkowa całość przeciwstawiał proces uspołecznienia, którego badaniem miałaby zająć się socjologia. W szczególności socjologowie według niego mieli skupić się na badaniu interakcji i ich form, bowiem społeczeństwo jest rezultatem procesów interakcji. Jednak choć społeczeństwo jest tworem oddziaływających na siebie jednostek, to zarazem jawi się jednostkom jako byt wobec nich zewnętrzny i wywierający na nie presję.
Simmel był jednym z twórców mikrosocjologii. Obecnie jest uważany również za jednego z prekursorów socjologii codzienności.

### Filozofia
Połączenie pozytywizmu z kantyzmem
Simmel połączył aprioryzm Kanta z dominującym w XIX wieku pozytywizmem. Aprioryzm Kanta interpretował biologicznie i społecznie:
- Biologicznie: poznajemy w zależności od różnych narządów zmysłowych.
- Społecznie: posiadamy w sobie sądy a priori, które są konieczne i trzeba się im podporządkować. Do takich należą prawa logiczne, lub zasady moralne.

Z absolutyzmu Kanta przeszdł do relatywizmu. Nie jest to jednak prawowierne rozumienie Kanta, dla którego a prioryczne formy poznania są warunkiem wszelkiego poznania i nie są relatywizowane. 
Poglądy na filozofię
Zdaniem Simmla filozofia powinna nie zajmować się światem zewnętrznym, ale wyrazić świat wewnętrzny. Uważał, że teorie tworzone przez filozofów nie mają żadnej wartości jako wytłumaczenie świata, ale za to są obrazem osobowści filozofa. 
Poglądy na historię
Uważał, że historyk nie odtwarza jedynie tego, co kiedyś się wydarzyło w swoich pracach. Przeciwnie, musi on w pierw uporządkować szerogi zakres materiału, które zespala za pomocą apriorycznych kategorii, dopiero wtedy powstaje historia. Jednak wg. Simmela nie oznacza to, że historia jest obiektywna. Uważał, że historia - podobnie jak filozofia - nie jest wyrazem tego, co kiedyś się wydarzyło, ale bardziej osobowości historyka.

## Prace

### Prace w oryginale
- Über soziale Differenzierung. Soziologische und psychologische Untersuchungen (1890)
- Filozofia pieniądza (1900)
- Zagadnienia filozofii dziejów (1904)
- Kant (1905)
- Socjologia (1908)
- Filozofia kultury (1916)
- Grunfragen der Soziologie (1917)

### Prace przetłumaczone na język polski
- Zagadnienia filozofii dziejów (Badanie z zakresu teoryi poznania), tł. W.M. Kozłowski, Warszawa ca 1902, Wydawnictwo Przeglądu Filozoficznego (1892)
- Filozofia pieniądza, wyd I: tł. Leo Belmont, Warszawa 1904, Druk K. Kowalewskiego; wyd II: tł. A. Przyłębski, Poznań 1997, Wydawnictwo Fundacji Humaniora, ISBN 83-7112-127-X, wyd. III: Warszawa 2012, Wydawnictwo Aletheia, ISBN 978-83-61182-66-5 (Philosophie des Geldes 1900)
- Socjologia, Warszawa 1975, 2006, PWN, ISBN 83-01-14546-3 (Soziologie 1908)
- Pisma socjologiczne, wybór, oprac. i wprow. Heinz-Jürgen Dahme i Otthein Rammstedt ; przekł. Małgorzata Łukasiewicz ; wstęp do wyd. pol. Jerzy Szacki, Warszawa 2008, Oficyna Naukowa, ISBN 978-83-7459-041-9 (podst. przekł.: Schriften zur Soziologie, Soziologie)
- Filozofia kultury, Kraków 2007, Wydawnictwo Uniwersytetu Jagiellońskiego, ISBN 978-83-233-2398-3 (Philosophische Kultur, 1911)
- Filozofia życia – Cztery rozdziały metafizyczne, Warszawa 2008, Wydawnictwo IFiS PAN, ISBN 978-83-7388-153-2 (Lebensanschauung: vier metaphysische Kapitel 1918)
- Most i drzwi. Wybór esejów, tłum. M. Łukasiewicz, Warszawa 2005, Oficyna Naukowa, ISBN 83-7459-012-2 (Brücke und Tür, wydane w 1957)